# تنسيق تبادل التصميم الإلكتروني.
تنسيق تبادل التصميم الإلكتروني (EDIF) هو تنسيق محايد للبائع يعتمد على S-Expressions لتخزين قوائم الشبكة الإلكترونية والمخططات، كانت واحدة من المحاولات الأولى لإنشاء تنسيق محايد لتبادل البيانات لصناعة أتمتة التصميم الإلكتروني (EDA)، كان الهدف هو إنشاء تنسيق مشترك يمكن من خلاله اشتقاق صيغ الملكية لأنظمة EDA، عندما احتاج العملاء إلى نقل البيانات من نظام إلى آخر، كان من الضروري كتابة مترجمين من تنسيق إلى آخر، مع تضاعف عدد التنسيقات (N)، أصبحت مشكلة المترجم مشكلة N -squared، كان التوقع هو أنه مع EDIF ، يمكن تقليل عدد المترجمين إلى عدد الأنظمة المعنية.
قام ممثلو شركات EDA ، Daisy Systems ، Mentor Graphics ، موتورولا، Tektronix ، تكساس إنسترومنتس وجامعة كاليفورنيا ، بيركلي ، بتأسيس اللجنة التوجيهية لـ EDIF في نوفمبر 1983، لاحقًا ، انضمت هيلاري كان، أستاذة علوم الكمبيوتر في جامعة مانشستر، إلى الفريق وقادت التطوير من الإصدار EDIF 2 0 0 حتى الإصدار النهائي 4 0 0.

## بناء الجملة
يتضمن التنسيق العام لـ EDIF استخدام الأقواس لتحديد تعريفات البيانات، وبهذه الطريقة يشبه Lisp ظاهريًا، كانت الرموز المميزة لـ EDIF 2.0.0 عبارة عن كلمات رئيسية (مثل مكتبة ، خلية ، مثيل ، إلخ)، سلاسل (محددة بعلامات اقتباس مزدوجة)، أرقام صحيحة، ثوابت رمزية (على سبيل المثال GENERIC و TIE و RIPPER لأنواع الخلايا) و «المعرفات»، وهي تسميات مرجعية مكونة من مجموعة محدودة للغاية من الأحرف. قام EDIF 3.0.0 و 4.0.0 بإسقاط الثوابت الرمزية بالكامل، باستخدام الكلمات الأساسية بدلاً من ذلك، لذلك، فإن بناء جملة EDIF له أساس بسيط إلى حد ما، يبدو ملف EDIF النموذجي كالتالي:
```
(
edif
 
fibex
 
(
edifVersion
 
2
 
0
 
0
)

  
(
edifLevel
 
0
)
 
(
keywordMap
 
(
keywordLevel
 
0
))

  
(
status
 
(
written
 
(
timeStamp
 
1995
 
1
 
1
 
1
 
1
 
1
)
 
(
program
 
"xxx"
 
(
version
 
"v1"
))))

  
(
library
 
xxx
 
(
edifLevel
 
0
)

    
(
technology
 
(
numberDefinition
 
(
scale
 
1
 
(
e
 
1
 
-6
)
 
(
unit
 
distance
))))

    
(
cell
 
dff_4
 
(
cellType
 
generic
)

      
(
view
 
view1
 
(
viewType
 
netlist
)

        
(
interface

          
(
port
 
aset
 
(
direction
 
INPUT
))

          
(
port
 
clok
 
(
direction
 
INPUT
))

    
...

    
(
cell
 
yyy
 
(
cellType
 
generic
)

      
(
view
 
schematic_
 
(
viewType
 
netlist
)

        
(
interface

          
(
port
 
CLEAR
 
(
direction
 
INPUT
))

          
(
port
 
CLOCK
 
(
direction
 
INPUT
))
 
...
 
)

        
(
contents

           
(
instance
 
I_36_1
 
(
viewRef
 
view1
 
(
cellRef
 
dff_4
)))

           
(
instance
 
(
rename
 
I_36_3
 
"I$3"
)
 
(
viewRef
 
view1
 
(
cellRef
 
addsub_4
)))

           
...

           
(
net
 
CLEAR

             
(
joined

               
(
portRef
 
CLEAR
)

                 
(
portRef
 
aset
 
(
instanceRef
 
I_36_1
))

                 
(
portRef
 
aset
 
(
instanceRef
 
I_36_3
))))

    
...

```

## إصدارات
تم إصدار الإصدار 1 0 0 من EDIF في عام 1985.

### EDIF 2 0 0
كان أول إصدار عام «حقيقي» من EDIF هو الإصدار 2 0 0، والذي تمت الموافقة عليه في مارس 1988 كمعيار ANSI / EIA-548-1988، يتم نشره في مجلد واحد، لا يحتوي هذا الإصدار على بيان نطاق رسمي ولكن ما يحاول التقاطه يتم تغطيته بواسطة طريقة العرض المحددة النوع s:
- سلوك لوصف سلوك الخلية.
- وثيقة لوصف توثيق الخلية.
- GRAPHIC لوصف رسومات غبية وتمثيل نصي للمعلومات القابلة للعرض أو القابلة للطباعة.
- LOGICMODEL لوصف نموذج المحاكاة المنطقية للخلية.
- MASKLAYOUT لوصف تخطيط الدائرة المتكاملة.
- NETLIST لوصف قائمة الشبكة.
- PCBLAYOUT لوصف لوحة الدوائر المطبوعة.
- رسم تخطيطي لوصف التمثيل التخطيطي والاتصال للخلية.
- غريب لوصف تمثيل غير معروف لخلية.
- رمزي لوصف تخطيط رمزي.

اختبرت الصناعة هذا الإصدار لعدة سنوات، ولكن أخيرًا كان عرض NETLIST هو الوحيد المستخدم على نطاق واسع ولا تزال بعض أدوات EDA تدعمه اليوم لـ EDIF 2 0 0.
للتغلب على المشكلات المتعلقة بالمعيار الرئيسي 2 0 0، تم إصدار العديد من المستندات الأخرى:
- جمعية الصناعات الالكترونية.
  - سلسلة EDIF Monograph ، المجلد 1، مقدمة في EDIF ، EIA / EDIF-1، سبتمبر 1988.
  - سلسلة EDIF Monograph ، المجلد 2، اتصال EDIF ، EIA / EDIF-2، يونيو 1989.
  - استخدام EDIF 2 0 0 للنقل التخطيطي ، EIA / EDIF / AG-1، يوليو 1989.
- توثيق من هيلاري جيه كان، قسم علوم الكمبيوتر، جامعة مانشستر.
  - EDIF 2 0 0، دروس تمهيدية "، سبتمبر 1989.
  - EDIF أسئلة وأجوبة، المجلد الأول ، نوفمبر 1988.
  - أسئلة وأجوبة EDIF ، المجلد الثاني ، فبراير 1989.
  - أسئلة وأجوبة EDIF ، المجلد الثالث ، يوليو 1989.
  - أسئلة وأجوبة EDIF ، المجلد الرابع ، نوفمبر 1989.
  - أسئلة وأجوبة EDIF ، المجلد الخامس ، يونيو 1991.

### EDIF 3 0 0
بسبب بعض نقاط الضعف الأساسية في الإفراج 2 0 0 صدر بيان جديد غير متوافق 3 0 0 في سبتمبر 1993، ونظرا لتعيين EIA مستوى EIA-618، وحققت لاحقًا تسميات ANSI وISO ، تم نشره في 4 مجلدات، كان التركيز الرئيسي لهذا الإصدار هو viewTypes NETLIST و SCHEMATIC من 2 0 0، تم إسقاط MASKLAYOUT و PCBLAYOUT وبعض طرق العرض الأخرى من هذا الإصدار وتحويلها إلى إصدارات لاحقة لأن العمل الخاص بهذه العروض لم يكتمل بالكامل.
يتوفر EDIF 3 0 0 من اللجنة الكهروتقنية الدولية مثل IEC 61690-1

### EDIF 4 0 0
تم إصدار EDIF 4 0 0 في أواخر أغسطس 1996، وذلك بشكل أساسي لإضافة امتدادات «لوحة الدوائر المطبوعة» (عرض PCBLAYOUT الأصلي) إلى EDIF 3 0 0، ضاعف هذا حجم EDIF 3 0 0، ويتم نشره بتنسيق HTML على قرص مضغوط.
يتوفر EDIF 4 0 0 من اللجنة الكهروتقنية الدولية مثل IEC 61690-2

## تطور

### مشاكل مع 2 0 0
لفهم المشكلات التي يواجهها المستخدمون والبائعون مع EDIF 2 0 0، يتعين على المرء أولاً تصوير جميع عناصر وديناميكيات صناعة الإلكترونيات، كان الأشخاص الذين يحتاجون إلى هذا المعيار هم بشكل أساسي مهندسو التصميم، الذين عملوا في الشركات التي تراوح حجمها من مرآب منزلي إلى منشآت بمليارات الدولارات مع آلاف المهندسين، عمل هؤلاء المهندسون بشكل أساسي من المخططات وقوائم الشبكة في أواخر الثمانينيات، وكان الدافع الأكبر هو إنشاء قوائم الشبكة من المخططات تلقائيًا، كان الموردين الأوائل هم بائعي أتمتة التصميم الإلكتروني (على سبيل المثال، شكلت Daisy و Mentor و Valid أول مجموعة مهيمنة)، تنافست هذه الشركات بقوة على حصصها في هذا السوق.
كان أحد الأساليب التي تستخدمها هذه الشركات «لالتقاط» عملائها هو قواعد البيانات المملوكة لها، كان لكل منها ميزات خاصة لا يتمتع بها الآخرون، بمجرد اتخاذ قرار باستخدام برنامج بائع معين لإدخال تصميم، كان العميل ملزمًا بعد ذلك بعدم استخدام أي برنامج آخر، عادةً ما يعني الانتقال من أنظمة البائع أ إلى أنظمة البائع ب إعادة إدخال جميع بيانات التصميم تقريبًا يدويًا في النظام الجديد، كان حساب «الترحيل» هذا هو العامل الرئيسي الذي أقفل مهندسي التصميم في استخدام مورد واحد.
لكن «العملاء» كانت لديهم رغبة مختلفة، لقد رأوا على الفور أنه في حين أن البائع A قد يكون لديه بيئة محاكاة تمثيلية لطيفة حقًا، فإن البائع B لديه جهاز توجيه تلقائي ثنائي الفينيل متعدد الكلور أو تخطيط سيليكون أفضل بكثير، وتمنوا أن يتمكنوا من الاختيار والاختيار من بين البائعين المختلفين.
كان EDIF مدعومًا بشكل أساسي من قبل المستخدمين النهائيين لتصميم الإلكترونيات وشركاتهم، شارك بائعو جمعية الإمارات للغوص أيضًا، لكن دافعهم كان يتماشى بشكل أكبر مع الرغبة في عدم تنفير عملائهم، أنتج معظم بائعي EDA مترجمين EDIF 2 0 0، لكنهم كانوا بالتأكيد مهتمين أكثر بتوليد قارئات EDIF عالية الجودة، ولم يكن لديهم أي دافع على الإطلاق لكتابة أي برنامج ينتج EDIF (كاتب EDIF)، بخلاف التهديدات من عملاء الهجرة الجماعية إلى برنامج بائع آخر.
كانت النتيجة مثيرة للاهتمام إلى حد ما، بالكاد قام أي بائع برامج بكتابة إخراج EDIF 2 0 0 الذي لا يحتوي على انتهاكات جسيمة في بناء الجملة أو دلالاتها، كانت الدلالات فضفاضة بدرجة كافية بحيث قد تكون هناك عدة طرق لوصف نفس البيانات، بدأ هذا يعرف باسم «النكهات» من EDIF ، لم تشعر الشركات الموردة دائمًا بأهمية تخصيص العديد من الموارد لمنتجات EDIF ، حتى لو باعت عددًا كبيرًا منها، كانت هناك العديد من القصص عن المنتجات النشطة مع عدم وجود أي شخص يقوم بصيانتها لسنوات، تم فقط جمع شكاوى المستخدمين وتحديد أولوياتها، كلما أصبح من الصعب تصدير بيانات العملاء إلى EDIF ، زاد إعجاب البائعين بها، وجد أولئك الذين كتبوا مترجمي EDIF أنهم أمضوا قدرًا هائلاً من الوقت والجهد في توليد قراء قويين ومتسامحين وذكاء اصطناعيًا بما يكفي للتعامل مع الشفرة ذات الجودة الرديئة التي أنتجها كتاب اليوم EDIF 2 0 0 وتجميعها معًا. .
عند تصميم EDIF 3 0 0، كانت اللجان تدرك جيدًا أخطاء اللغة، والافتراء المتراكم على EDIF 2 0 0 من قبل البائعين وإحباط المستخدمين النهائيين، لذلك، من أجل تشديد دلالات اللغة، وتقديم وصف أكثر رسمية للمعيار، تم اتباع النهج الثوري لتوفير نموذج معلومات لـ EDIF ، في لغة نمذجة المعلومات EXPRESS ، ساعد هذا في توثيق المعيار بشكل أفضل، ولكن تم القيام به أكثر كفكرة لاحقة، حيث تم إجراء صياغة النحو بشكل مستقل عن النموذج، بدلاً من إنشائه من النموذج أيضًا، على الرغم من أن المعيار ينص على أنه في حالة اختلاف الصيغة والنموذج، فإن النموذج هو المعيار، وهذا ليس هو الحال في الممارسة، وصف BNF لبناء الجملة هو أساس اللغة حيث أن البرنامج الذي يقوم بالعمل اليومي لإنتاج أوصاف التصميم يعتمد على بناء جملة ثابت، عانى نموذج المعلومات أيضًا من حقيقة أنه لم يكن (وليس) مناسبًا بشكل مثالي لوصف EDIF، فهو لا يصف مفاهيم مثل مسافات الأسماء جيدًا على الإطلاق، كما أن الاختلافات بين التعريف والمرجع لا يمكن وصفها بوضوح أيضًا، وكذلك، قد تكون التركيبات في EXPRESS لوصف القيود رسمية، لكن وصف القيد يعد أمرًا معقدًا إلى حد ما في بعض الأحيان، لذلك، انتهى المطاف بمعظم القيود على أنها مجرد تعليقات، أصبح معظم الآخرين أوصافًا رسمية معقدة لن يتمكن معظم القراء من فك شفرتها، وبالتالي قد لا يصمد أمام التصحيح / التجميع الآلي، تمامًا كما قد يبدو البرنامج جيدًا في المراجعة، ولكن قد يجد المترجم بعض الأخطاء المثيرة للاهتمام، وفي الواقع تشغيل البرنامج المكتوب قد يجد أخطاء أكثر إثارة للاهتمام. (بالإضافة إلى ذلك، لم يكن المترجمون / المنفذون المتماثلون لـ EXPRESS موجودين عند كتابة المعيار، وربما لا يزالون غير موجودين حتى اليوم!).

### حلول لمشكلات EDIF 2 0 0
كان حل مشكلة «النكهة» في EDIF 2 0 0 هو تطوير وصف دلالي أكثر تحديدًا في EDIF 3 0 0 (1993). في الواقع، عن نتائج من الناس توليد EDIF 3 0 0 والمترجمين أن الكتاب أصبحت الآن أكثر صعوبة للحصول على حق، وذلك بسبب العدد الكبير من القيود الدلالي، والقراء هم تافهة لتطوير نسبيا.
كان الحل لمشكلة «تضارب المصالح» مع البائع هو الشركات المحايدة التابعة لجهات خارجية، والتي يمكنها توفير منتجات EDIF بناءً على واجهات البائعين، كان هذا الفصل بين منتجات EDIF من التحكم المباشر في البائعين أمرًا بالغ الأهمية لتزويد مجتمع المستخدم النهائي بالأدوات التي تعمل بشكل جيد، تشكلت بشكل طبيعي وبدون تعليق، ربما كانت شركة DataXpress الهندسية هي الشركة الأولى من نوعها في هذا المجال، حيث يبدو أن شركة Electronic Tools Company قد استولت على السوق في منتصف وأواخر التسعينيات، ديناميكية أخرى في هذه الصناعة هي EDIF نفسها. منذ أن نمت إلى حجم كبير إلى حد ما، أصبح توليد القراء والكتاب اقتراحًا مكلفًا للغاية، عادةً ما تجمع شركات الجهات الخارجية المتخصصين الضروريين ويمكنها استخدام هذه الخبرة لإنشاء البرنامج بشكل أكثر كفاءة، كما أنهم قادرون على الاستفادة من مشاركة التعليمات البرمجية والتقنيات الأخرى التي لا يستطيع البائع الفردي الاستفادة منها، بحلول عام 2000، لم يقم أي بائع رئيسي تقريبًا بإنتاج أدوات EDIF الخاصة به، واختار بدلاً من ذلك أدوات الجهات الخارجية لـ OEM.
منذ إصدار EDIF 4 0 0، تم حل منظمة معايير EDIF بالكامل بشكل أساسي. لم تكن هناك اجتماعات منشورة لأي من اللجان الفرعية الفنية، أو مجموعة خبراء EDIF ، إلخ. انتقل معظم الأفراد المعنيين إلى شركات أو جهود أخرى. تم التخلي عن النشرة الإخبارية، ولم تعد مجموعة المستخدمين تعقد اجتماعات سنوية. EDIF 3 0 0 و 4 0 0 هما الآن معايير ANSI و IEC والمعايير الأوروبية (EN). الإصدار EDIF 3 0 0 هو IEC / EN 61690-1، والإصدار EDIF 4 0 0 هو IEC / EN 61690-2.

### أحفاد EDIF
- أخذت LKSoft مفاهيم رئيسية من EDIF 2 0 0 لإنشاء تنسيق بيانات خاص بالامتداد الافتراضي ".cam" لنظام CircuitCAM الخاص بهم والذي تم تقديمه في الأصل من قبل LPKF Laser &amp; Electronics AG في Garbsen / هانوفر، ألمانيا واليوم مملوكة لشركة DCT Co. Ltd . في تيانجين، الصين . للعمل بكفاءة على EDIF مثل التنسيقات، طورت LKSoft واجهة EDIF الإجرائية ، وهي واجهة برمجة تطبيقات للغة البرمجة C.
- أخذت Zuken ، المعروفة سابقًا باسم Racal-Redac Ltd. مفاهيم من تطوير EDIF 4 0 0 المبكر لإنشاء تنسيق خاص جديد يسمى CADIF لنظام Visula PCB-CAD. يستخدم هذا التنسيق أيضًا على نطاق واسع بائعي الجهات الخارجية.
- STEP-AP210 ، وهي جزء من ISO 10303، ورثت عمليا جميع وظائف EDIF 4 0 0 باستثناء الخطط.

## روابط خارجية
- BYU EDIF Tools نسخة محفوظة 5 ديسمبر 2006 على موقع واي باك مشين. A Java framework for parsing/manipulating EDIF files, developed and maintained by BYU's Configurable Computing Lab
- Torc Open-source C++ API for reconfigurable computing, including parsing and manipulation of EDIF 2 0 0, from ISI's Reconfigurable Computing Group
- EDIF Overview from Elgris Technologies, Inc.
- www.edif.org at the Internet Archive Archive of www.edif.org (now defunct) containing an introduction to the EDIF format
- Computer Aids for VLSI Design - Appendix D: Electronic Design Interchange Format by Steven M. Rubin
- Professor Hilary Kahn (1943-2007)